# Michaelskapelle (Deidesheim)
Die Michaelskapelle bei Deidesheim ist ein Kirchengebäude, das dem Erzengel Michael geweiht ist.

## Lage
Die Kapelle liegt etwas mehr als einen Kilometer nordwestlich von Deidesheim auf dem Kirchberg, der zur Haardt gehört, dem Ostrand des Pfälzerwaldes. Sie steht auf einem ca. 80 m hohen, nach Osten gerichteten Vorsprung des Kirchbergs. Auf dem Berggipfel selbst, etwa 350 m westlich der Kapelle, liegen die Heidenlöcher.

## Geschichte
Der erste Bau der Kapelle datiert um das Jahr 1470. Dieser war aber bereits im 17. Jahrhundert wieder eingefallen und wurde 1662/63 unter dem Maurermeister Michael Ramlau erneut aufgebaut. Gelder aus diversen Stiftungen ermöglichten dann den Erhalt des Gebäudes bis zur Französischen Revolution, während der die Kapelle 1794 zerstört wurde. Zwar gab es bereits im 19. Jahrhundert Pläne für den erneuten Wiederaufbau, es dauerte dann allerdings bis 1952, bis die Kapelle erneut – dieses Mal in ihrer heutigen Gestalt – wieder aufgebaut wurde. Der Wiederaufbau ging auf ein Gelöbnis der Deidesheimer Bürger zurück, welche die Kapelle wieder aufbauen wollten, sollte ihre Vaterstadt im Zweiten Weltkrieg verschont bleiben. Bis auf einen Bombenangriff, der versehentlich das Deidesheimer Spital traf, blieb Deidesheim im Zweiten Weltkrieg unversehrt.

## Gebäude
Die Kapelle ist in ihrem Kern ein spätgotischer Bau. Das Portal im Westen der Kapelle stammt aus dem ersten Wiederaufbau 1662. Beim zweiten Wiederaufbau 1952 wurde die Kapelle als einfacher Saalbau wiederhergestellt. Die ursprünglich sieben Fenster der Kapelle besaßen Maßwerk, das beim Neuaufbau 1952 entfernt wurde. Das Mittelfenster des Chores, vom zweiten Wiederaufbau stammend, ist eine Arbeit von Erhardt Klonk.